# Padmasambhava
Padmasambhava (bokstavligen "Lotusfödd"), också känd som Guru Rinpoche ("Värdefulla Guru"), var en indisk buddhistisk mästare (vajrācārya, inom Vajrayana-traditionen) från 700-talet. Lite är dock känt om den historiske Padmasambhava, förutom att han hjälpte till att etablera Samye — Tibets första buddhistkloster — och kort därefter lämnade Tibet som följd av intriger med hovet.
Ett antal legender har skapats omkring Padmasambhavas liv och gärningar, och han vördas ofta som en Buddha inom inriktningen nyingma. Nyingma benämner Padmasambhava som grundaren till deras tradition. Inom nyingma förekommer han som en karaktär i en genre av litteratur kallad gter ma. Där framstår han som en emanation av Amitabha Buddha som visar sig för tertöner och fokuserar på guruyoga. Han sägs även själv ha komponerat ett antal gter mor.
Enligt Sam Van Shaik gavs en större roll till Padmasambhava gällande introduktionen av tantrisk buddhism till Tibet från 1100-talet:
Enligt tidigare historier hade Padmasambhava gett några tantriska lärdomar till tibetaner innan han var tvungen att lämna landet till följd av misstankar om det tibetanska hovet. Men från och med 1100-talet kom en alternativ historia fram från en gter ma, som gav Padmasambhava en mycket större roll i introduktionen av buddhismen till Tibet. Texten talar bland annat om att han reste över hela landet för att konvertera de lokala andarna till buddhismen.
Enligt denna historia, bjöd Trisong Detsen in Śāntarakṣita till Tibet. Santaraksita började byggandet av Samye, men demoniska krafter hindrade introduktionen av den buddhistiska läran, och Padmasambhava bjöds in till Tibet för att ta hand om dessa demoniska krafter. Demonerna förgjordes inte, utan sägs ha konverterats till buddhismen.